# Osiris habitable
Pour les articles homonymes, voir Osiris (homonymie).
La jauge de course à la voile Osiris habitable est un système de calcul de temps compensés mis en place par la Fédération française de voile en 2008. Cette jauge nationale française est issue du système de jauge nommé « Handicap national ». Cette jauge, sans formule, est basée sur l'analyse statistique des performances en course des bateaux.

## Historique
Le Handicap national, abrégé en HN, est créé dans les années 1960 pour simplifier l'accès aux régates des équipages de voiliers de croisière rebutés par la complexité de la Jauge du RORC. En 2008 la Fédération française de voile initie le programme OSIRIS (Organisation du Système d'Information pour les Régates Inter Séries) destiné à faciliter les classements des régates inter-séries, pouvant prendre en compte tous les voiliers monotypes et les prototypes de type monocoque. 

## Principe de la jauge
L'établissement d'un rating, du handicap, ou d'un coefficient de temps compensé, est basé sur une analyse statistique des performances des voiliers ayant participé aux régates dont les organisateurs ont communiqué les résultats à la fédération. 
Ces résultats permettent d'établir des tables de handicap.
Les données permettent de faire un pont entre différents systèmes de jauges, depuis les bateaux traditionnels jusqu'aux voiliers disposant d'un certificat de Jauge ORC. La Fédération française de voile s'est ainsi dotée, comme elle le précise elle-même, d'une Organization for Smart Inputs for Rating Information Systems.

## Calcul des temps compensés
Chaque bateau disposant d'un certificat de jauge se voit attribuer un groupe de handicap brut, un groupe net qui tient compte de bonus ou malus dépendant de son équipement, un coefficient temps sur temps, une allégeance en secondes par mille et une classe de handicap. 
Chaque modèle de bateau répertorié dans les tables de handicap est également doté d'un coefficient de vent léger, le CVL, également nommé coefficient de vitesse lente.
Ces valeurs permettent de calculer : 
- un temps compensé en temps sur temps : le temps de course est multiplié par le coefficient temps sur temps,
- ou un temps compensé en temps sur distance : au temps de course est retranché autant de fois l'allégeance en secondes par mille que la course comporte de milles.

Dans les deux cas le CVL permet, par vent faible, de pénaliser les voiliers dont les performances sont reconnues comme bonnes par petit temps. 